# Fortaleza de Yedikule

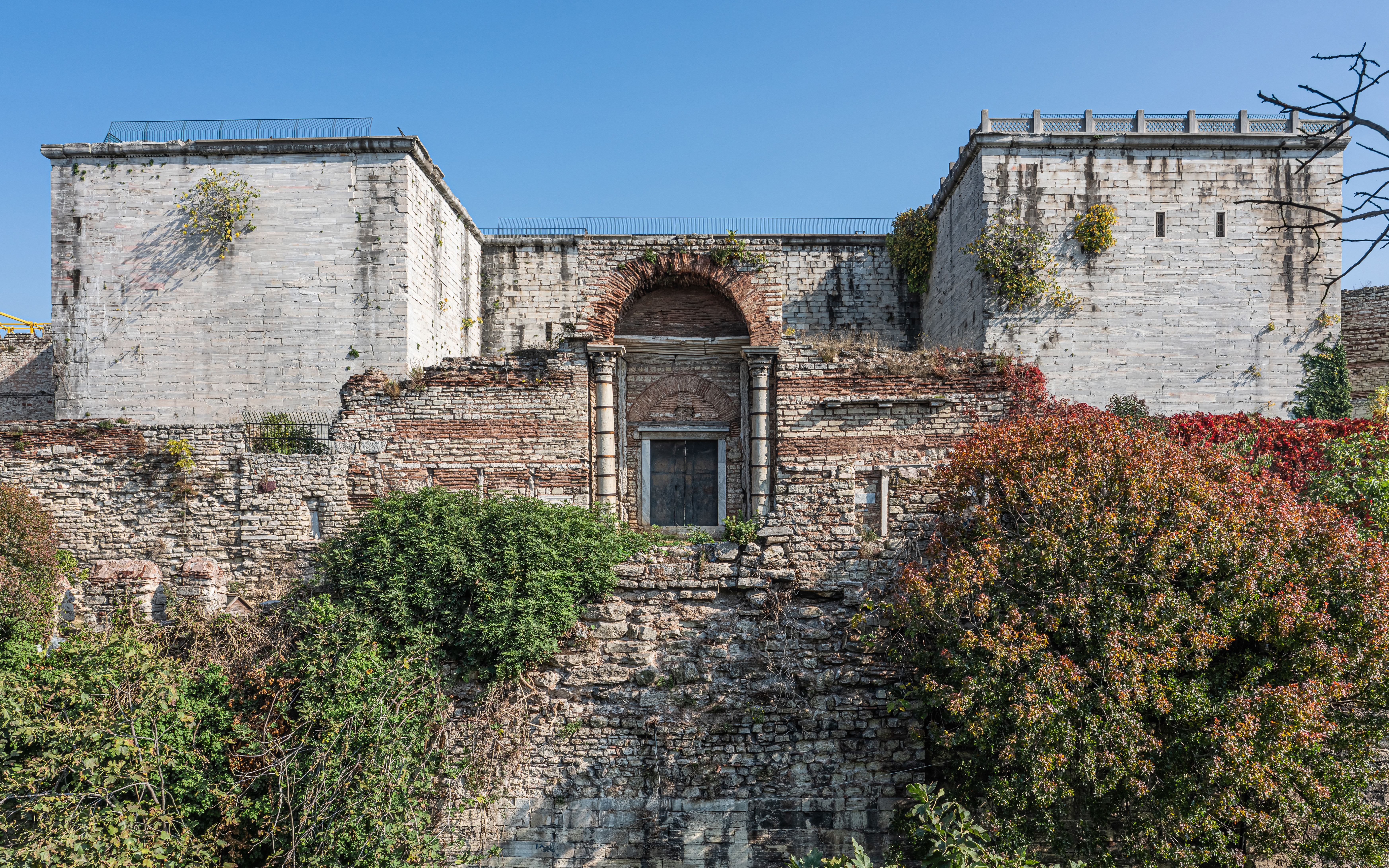
Puerta Dorada de Yedikule

La Fortaleza de Yedikule (en turco: Yedikule Hisarı o Yedikule Zindanları; que significa Fortaleza de las Siete Torres) es una estructura histórica fortificada situada en el barrio Yedikule de Fatih, en Estambul, Turquía.
Construido en 1458 por encargo del sultán otomano Mehmed II, el complejo de siete torres se creó añadiendo tres nuevas torres y cerrando por completo una sección de las antiguas Murallas de Constantinopla, incluyendo las dos torres gemelas que originalmente constituían las Puerta de Oro triunfales (en turco: Altınkapı) construidas por los emperadores romanos Teodosio I y Teodosio II.
La fortaleza llegó a ser conocida como el hogar de una formidable mazmorra real que albergó a personajes notables a lo largo de su historia, y la intriga asociada capturó la imaginación del público a lo largo de los siglos en diversas leyendas, historias y en las artes.

## Historia
Tras la conquista de Constantinopla, el sultán dio prioridad a proyectos de construcción oficiales como Yedikule y su primer serrallo, Saray-i Atik. Yedikule, Fortaleza de las Siete Torres, se erigió como fortaleza del tesoro oficial del Imperio hacia el año 1457 (Özgüven 1996: 95-99). Los testigos describieron el edificio como uno de los palacios del sultán. Cada torre del Yedikule funcionaba como almacén de bienes preciosos, documentos, armería, monedas y lingotes de oro y plata. El sultán sabía bien por sus antepasados que la protección de la fortaleza era uno de los asuntos prioritarios del Estado (Clavijo 1970: 187-188). Que la estructura se construyera como fortaleza apunta a la existencia de un puesto militar encargado de defender el tesoro oficial frente a ataques hostiles. Más tarde, en el siglo XVI, el tesoro se trasladó a la sección interior del palacio Topkapı y, a partir de entonces, las Siete Torres se convirtieron en la prisión de cautivos de prestigio.
Yedikule se construyó a orillas del mar de Mármara, en lo que antiguamente era la puerta principal de entrada a la ciudad. Dos torres y dos pilones de la antigua Porta Aurea, el arco triunfal, se heredaron de las murallas bizantinas. Se añadieron tres torres redondas originales para crear una planta casi pentagonal. Si se traza una línea desde el punto medio de la antigua Porta Aurea hacia la torre otomana del centro, el eje divide la fortaleza en dos partes simétricas. Una pequeña estructura abovedada, la Mezquita del Conquistador, aparece como punto focal del patio de la fortaleza, que también marca el punto medio del eje de simetría (Gabriel).
La fortaleza de Yedikule se utilizaba con frecuencia como prisión estatal, y los embajadores de los estados en guerra con la Sublime Puerta solían ser encarcelados entre sus muros. La fortaleza también albergaba a prisioneros víctimas de intrigas palaciegas y luchas intestinas, así como a opositores políticos de la corte imperial. Entre los prisioneros más notables de Yedikule se encontraba el joven sultán Osman II, que fue encarcelado y ejecutado allí por los jenízaros en 1622. El último emperador de Trebisonda David de Trebisonda, el rey Simón I de Kartli y varios pachás otomanos importantes también se encontraban entre los ejecutados allí.  En 1768, el embajador ruso Aleksei Mikhailovich Obreskov, y todo el personal de la embajada rusa fue encarcelado aquí, marcando la declaración de guerra de los otomanos a Rusia.
Durante las Guerras Napoleónicas, la fortaleza fue prisión de muchos prisioneros franceses, entre ellos el escritor y diplomático François Pouqueville, que estuvo detenido allí durante más de dos años (1799 a 1801) y que hizo una extensa descripción de la fortaleza en su Voyage en Morée, à Constantinople, en Albanie, et dans plusieurs autres parties de l'Empire Othoman, pendant les années 1798, 1799, 1800 et 1801. El último preso estuvo recluido en la Yedikule hasta 1837. Salvo las 11 frases iniciales y las 4 últimas, toda la novela Prokleta avlija (traducida al español como Maldito y/o Patio maldito) del Premio Nobel de Literatura de 1961 Ivo Andrić sucede en la prisión de Yedikule.
Se construyeron una mescit (pequeña mezquita) y una fuente en medio del patio interior del fuerte, que también contenía las casas de la guarnición, formando un barrio urbano separado. Las casas fueron derribadas en el siglo XIX y en su lugar se construyó una escuela femenina. La puerta exterior se reabrió en 1838 y las torres del fuerte funcionaron como polvorines durante un tiempo, hasta que todo el recinto se convirtió en museo en 1895.
En los últimos años se ha construido un teatro al aire libre que se utiliza para festivales culturales. Al igual que su Puerta Dorada en Jerusalén, frente a la Puerta Dorada se encuentra actualmente un cementerio musulmán.

## Prisioneros notables
- David de Trebisonda, último Emperador de Trebisonda (1463)
- Andrea Gritti, mercader veneciano y más tarde Dux de Venecia (1499-1502)
- Simón I de Kartli, georgiano rey del Kartli (1599-1611)
- Futuros kanes de Crimea Mehmed III Giray (c. 1610), Selâmet I Giray (c. 1607)
- Samuel Korecki, polaco duque, noble (szlachcic) de la Commonwealth polaco-lituana (1620-1622)
- Osman II, Sultán del Imperio Otomano (1622)
- Jakab Harsányi Nagy, Húngaro Turcólogo y diplomático (1657-1658)
- Bálint Török, aristócrata húngaro
- Vasile Lupu, Voivoda de Moldavia (1661)
- Piotr Andréyevich Tolstói, estadista y diplomático del Ruso (1710-1714)
- Constantin Brâncoveanu, Príncipe de Valaquia (1714)
- Barthelemy de Lesseps, diplomático francés (1798-1801).
- François Pouqueville, diplomático de la Primera República Francesa (1799-1801).
- Kadri Prishtina, albanés político (1904-1908)